# اسپرانزا (اوکایالی)
اسپرانزا (به اسپانیایی: Puerto Esperanza) یک منطقهٔ مسکونی در پرو است که در Purús District واقع شده‌است.